# Cupaniopsis mackeeana
Cupaniopsis mackeeana är en kinesträdsväxtart som beskrevs av F. Adema. Cupaniopsis mackeeana ingår i släktet Cupaniopsis och familjen kinesträdsväxter. Inga underarter finns listade i Catalogue of Life.